# Contax

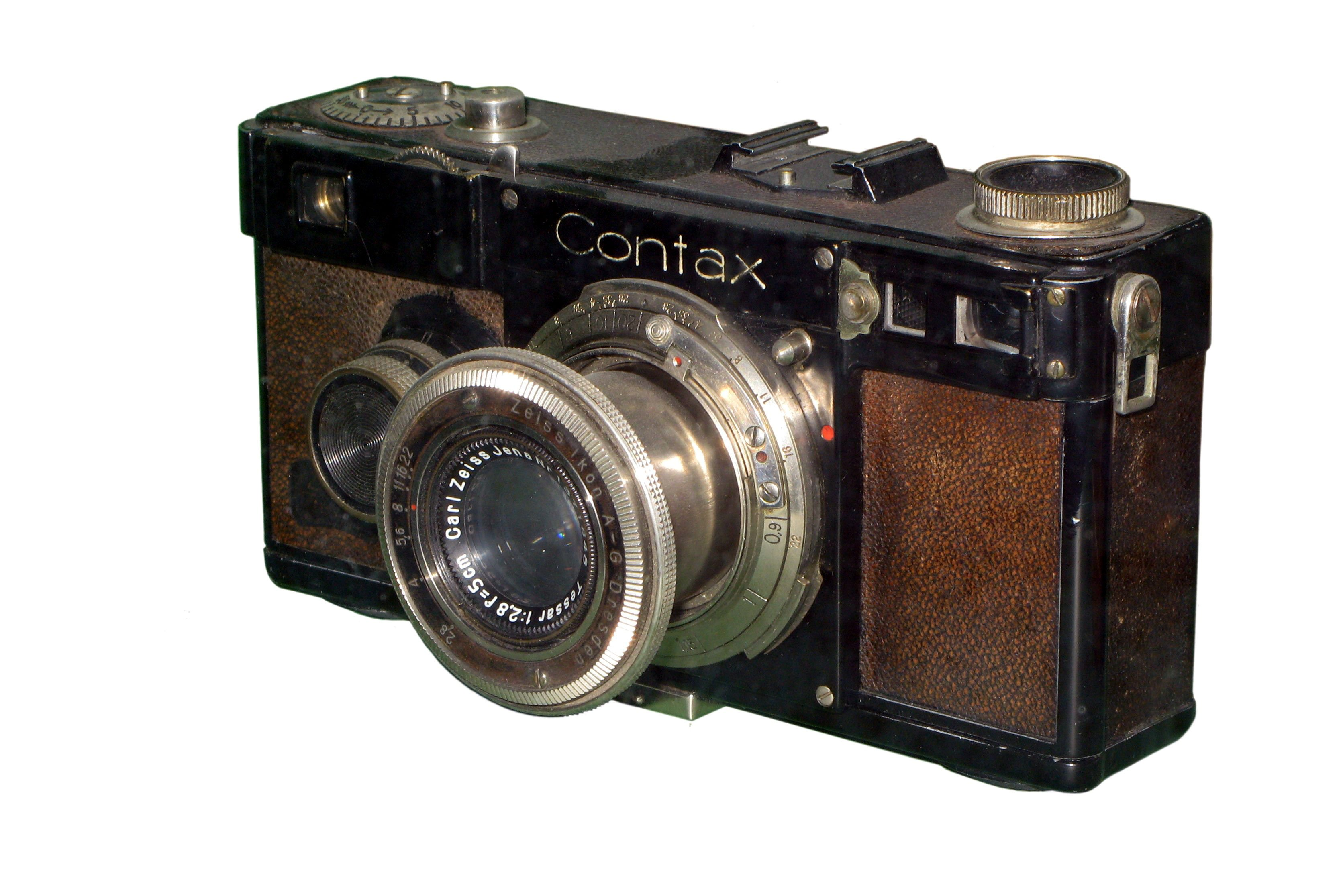
Contax I

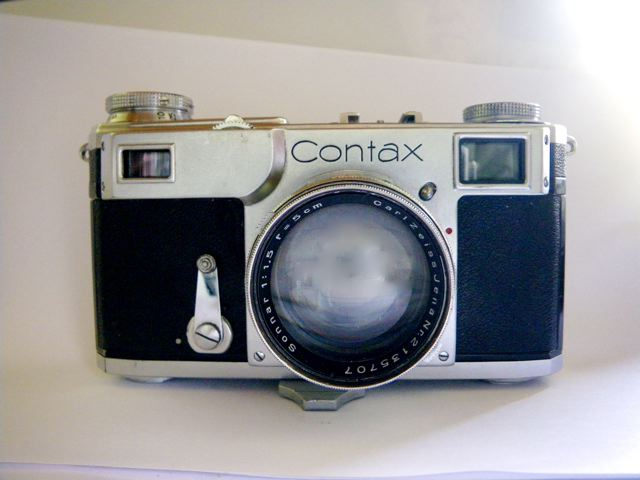
Contax II

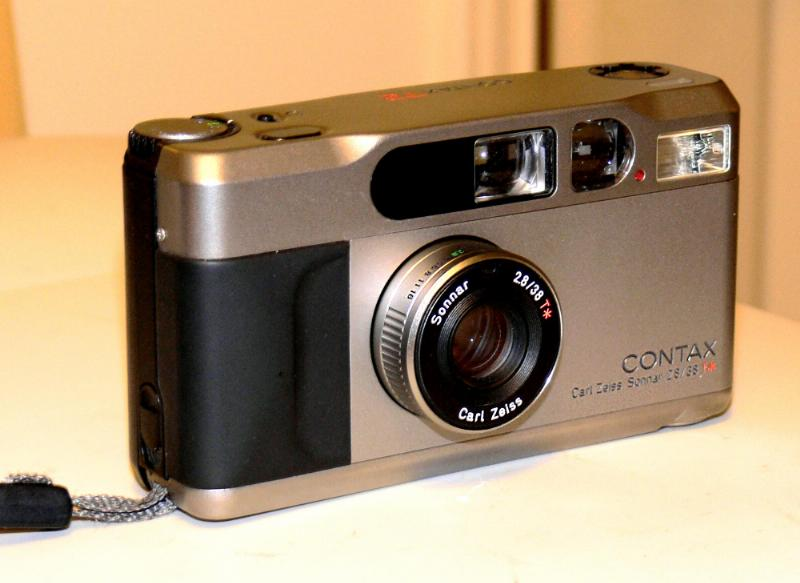
Contax T2

Contax är ett varumärke som ägs av Carl Zeiss. Det användes ursprungligen för Zeiss egen kameratillverkning.
År 1932 introducerade man världens första systemkamera. När Zeiss upphörde med kameratillverkning i egen regi licensierades varumärket till Kyocera. Enklare kameror kompatibla med de Kyocera-tillverkade Contax-kamerorna gjordes av Yashica, som ingick i Kyocerakoncernen. Tillverkningen av kameror med varumärket Contax upphörde under slutet av 2005.

## Kameramodeller

### Contax I
Contax I var en 35 mm småbildskamera med utbytbara objektiv av yppersta klass. När det gällde fotografiska objektiv saknade företaget mot slutet av 1930-talet konkurrens. Inte ens det mycket ansedda företaget Ernst Leitz GmbH i Wetzlar hade något att sätta upp emot Zeiss T-objektiv. Redan från början innehöll objektivutrustningen ljusstarka och Zeisskarpa objektiv som Biogon 3,5 cm f/2,8, ljusjätten Sonnar 5 cm f/1,5, legendariska Tessar 5 cm f/2,8, det ljusstarka porträtt- och scenobjektivet Sonnar 8,5 cm f/2, teleobjektiven Sonnar 13,5 cm f/4 samt 18 cm f/6,3, längst i mätsökarvärlden.
Fästet i kameran är en unik dubbelbajonett, där normalobjektiven sitter i den inre bajonetten, vilken har en egen snäckgång för fokuseringen, inbyggd i kamerahuset vilket leder till små och lätta objektiv. Arrangemanget betyder att samtliga objektiv använder en och samma kurva för kopplingen till avståndsmätaren (normalobjektivets), och att denna sitter skyddad inne i kamerahuset. Objektivet manövreras för fokusering med det lilla tandhjulet på framsidan. Övriga objektiv fästs i den yttre bajonetten och har egna snäckgångar. Fokusering görs via fokuseringsringen. Kameran är lättladdad, hela bakstycket kan lossas och genom att använda dubbla Zeisskassetter för filmen, behöver man inte ens spola tillbaka.
Närbildsutrustningar med flera olika tekniska lösningar, proxarer (närbildslinser) och rör, givetvis med parallaxkorrigerade sökare, lösa bakstycken för blad- och glasplåtsfilm, inställningsluppar. Reproutrustningar samt mikroskopfästen gjorde kameran till en dokumentationsmaskin inom forskning och vetenskap. Contax var den första egentliga systemkameran. Zeiss benämning var: "Universalkameran Contax".
Slutaren är brännglassäker i mässingslameller, till skillnad från tygridåslutarna och löper vertikalt, med både spalt och hastighetsskillnader, bromsen var långt före sin tid. För att få till tidsskalan fanns det fyra olika löphastigheter, genom 4 olika bromsverk. Tider B, 1/2–1/1000 s.
Mätbasen är lång, 103 mm, och till skillnad från andra system används sedan 1934 stabila vridkilar. Mycket dyrare och mycket hållbarare, samt att det ger en optisk utväxling som fyrdubbelt ökar precisionen i dubbelbildsskillnaden, jämfört med spegelvridning.
Ett stort antal förbättringar på Contax I-kameran ledde till flera modellvarianter. Kuċ dokumentar 7 varianter andra författare upp till 20 olika övergångsformer. Men den fick tyvärr rykte om sig att stanna alltför ofta.

### Contax II och III
1936 kom så Contax II och III på marknaden, här var mätsökaren integrerad i sökaren, (Leitz kom dit först 1954.) Mätbasen hade kortats till 90 mm.Mätsökarkilarna ändrades till glidkilar, ett av de absolut stabilaste systemen. III:an var världens första kamera med inbyggd (påbyggd) exponeringsmätare, även objektiv med antireflexbehandling fanns att få, återigen var Zeiss först i världen. Slutaren löpte nu mellan 1/2 s och 1/1250 s, ett ställbart självutlösarverk kompletterade. Kameran annonserades med en reparationscykel var 400 000:e exponering, få når dit idag. Den har visat sig driftsäker och ännu 2016 fanns det exemplar som, utan service, lämnar lika fina bilder som för över sjuttio år sen. Det är unikt bland mekaniska kameror, speciellt om man betänker att det är 730 handpassade delar som samverkar. Speciellt som byggandet med högsta precision krävde 22000 mått.
Till Olympiaden 1936 kom Olympia Sonnaren på 18 cm f/2,8 som gick att fokusera tack vare den långa exakta mätbasen och genom sin ljusstyrka blev den snabbt ett uppskattat sportobjektiv. Med hjälp av lösa spegelhus av både egna och andra fabrikat kunde både makrovärlden och televärlden erövras med Telesonar 30 cm f/4 och Fehrnobjektiv 50 cm f/8. Givetvis kom bälg och tillbehör för omvänd objektivmontering. Fabriken började eftermontera blixtsynkronisering för blixtlampor.
Inför kriget utrustades Kriegsmarine och Luftwaffe med Carl Zeiss. För Leica och Robot byggdes speciella Carl Zeiss-objektiv med antireflexbehandling (T-optik) och Zeisskärpa. Speciella ljusstarka spaningsobjektiv byggdes även för Heeren.
Zeiss hade erhållit patent på antireflexbehandlingen den 1 november 1935. Till följd av den militära rustningen klassades saken som hemligt militärpatent. 1940 släppte man emellertid tekniken och de första civila T-objektiven tillverkades, Dessa kunde börja säljas till Contax i de neutrala länderna Sverige och Schweiz under våren 1941. I regel ligger de i nummerserien 2 6xx xxx.
Efter kriget monterades Zeissfabriken ner och flyttades tillsammans med nyckelpersonal till Kiev där II och III modeller tillverkades först av Zeissdelar, helt i enlighet med krigsslutsfördragen. En liten serie byggdes vid Jenaverken som tidigare enbart sysslat med optik. Så småningom förändrades modellen till vidareutvecklade och förenklade Kiev mätsökarkameror. Tillverkningen fortsatte ända till 1986. Ett unikt 50-årigt tillverkningsrekord för två kameramodeller.

### Contax IIa och IIIa
Efter ett projekteringsarbete som startade redan 1946 i Dresden kom så den helt nya och fysiskt mindre Contax IIa och 1951 IIIa från Zeiss Ikons anläggningar i Stuttgart - det tidigare Contessa-Nettel. Yttermåtten hade krympts och invändigt hade de gjorts mycket mer lättillverkade än sina föregångare. Genom att slutaren hade konstruerats om, slapp man flera olika löphastigheter samt flera bromsverk. Lösningen låg i tre mekaniskt styrda spaltbredder, typiskt Zeisslösning och inte helt enkelt eller billigt. Antalet delar i kameran hade därigenom minskats till styvt 540. Mätbasen hade krympts till 73 mm. De hade mekanisk blixtsynkronisering från början. Västobjektiven tillverkades i Oberkochen vid Optonverken, från början ett dotterföretag till Carl Zeiss Jena - men senare Zeiss-Opton, och så slutligen Carl Zeiss år 1954. De längre teleobjektiven med spegelhusen kom fortfarande från Jena i Östtyskland, först T-märkta senare utan T-märkning då alla objektiv var antireflexbehandlade. Även Ryssarna tillverkade goda kopior av Zeiss berömda objektiv under bland annat namnet Jupiter. Zeiss ändrade modellerna en smula avseende blixtsynkroniseringen 1954, färgade tidsringar och nu även synkroniserad för elektronblixt. Exponeringstider mellan T, B, 1–1/1250 s, slutarlamellerna gjordes i duraluminium och blev tjockare än tidigare, därav blev mörka rummet lite mindre djupt och Biogon 35:an fick räknas om för att få plats.
Supervidvinkeln Biogon 21 mm f/4,5 kom och förändrade vidvinkelfotograferingen (samma objektiv som Hasselblad SWC har), så småningom även Hologon 15 mm f/8 med egen kamerakropp. Zeiss gjorde ett nytt spegelhus och till det ett makrotessar på 115 mm. 1961 upphörde produktionen till förmån för spegelreflexkameran Contarex..

### Contax G1
Contax G1 kom 1994 och följdes 1996 av G2 modellen. De är autofokuserande mätsökarkamror med både helautomatiskt och manuellt läge, med stora möjligheter till egenval av fotografen. Motordriven filmframmatning, även med serieexponeringsmöjlighet. Strålgångsmätning TTL, exponeringstider T–1/4000 s på elektroniska, vertikala lamellslutare, G2-modellen går från 16–1/6000 s, (manuellt 14–1/4000 s). Objektiven är Zeisskonstruktioner byggda i Japan, bland det bästa som släppts. Mellan 16 och 90 mm, samt en zoom till G2:an. Kamerorna blev snabbt favoriter hos yrkesfotografer och folk med stora börsar. En Contax G2 kostade 16500 när den kom ut 1996. Samtidigt lanserades de nya objektiven Planar 35mm/2 T* och Biogon 21mm/2,8 med ett nypris på 5300 respektive 10680 kr, sammanlagt ca 32500 kr, vilket i dagens (2014) penningvärde motsvarar runt 40 000 kr. Nu när digitalmodet har kommit in finns de vanligaste Contax G-objektiven (28 mm, 45 mm och 90 mm) till synnerligen attraktiva begagnatpriser på runt 2500 till 3000 kr.

### Contax S
Efter andra världskriget släppte Zeiss-Ikon i Dresden Contax S-modellen, den allra första enögda spegelreflexkameran i 35 mm. Med M42 skruvgänga, icke återgående spegel och horisontell tygridåslutare. Snart nog följdes den av modeller med inbyggd exponeringsmätare. Till följd av namnrättighetsbråket mellan väst och öst tvingades man till ett namnbyte till Pentacon (på vissa marknader). 
Flektogon, som var en Biometar med en extra lins framför, gav en snittvidd som gjorde det möjligt att använda även vidvinkelobjektiv på SLR-kameror, något som ditintills varit helt omöjligt då spegel och baklins kolliderade.
Carl Zeiss hade ett samarbete i Japan med Pentax vilket ledde till deras framstående och med förstklassiga objektiv utrustade M42 spegelreflexkameror.

### Contax 139 Quartz
En klassisk spegelreflexkamera som introducerades 1979. För sin tid var den mycket avancerad och ändå kompakt. Även om autofokus fortfarande inte hade blivit aktuellt på systemkameror, fanns viss automatik för att underlätta fotograferingen. Slutartiden reglerades manuellt eller automatiskt från 1/1000 s och längre. Den aktuella slutartiden visades i sökaren med en röd lysdiod. Vid blixtfotografering användes så kallad TTL-mätning för att avgöra blixtens längd, när tillräckligt mycket ljus nått filmen stängdes blixten av. Det underlättade arbete med indirekt blixtljus.
Objektiven till Contax 139Q var av hög kvalitet och bar Carl Zeiss varumärke, men billigare objektiv och andra tillbehör från Yashica passade också.
En Contax 139 Quartz kostade 1986 ungefär 3 000 kronor i butik inklusive ett Carl Zeiss 1:1,7 50 mm-objektiv, då världens skarpaste objektiv.[källa behövs] I dagens penningvärde cirka 5 600 kronor (2008).

### Senare modeller
Contaxmodellerna moderniserades med 164 och RS samt senare med AX, N och Jubileumsmodellen S i titan. Automatisk filmframdragning, dito fokusering genom filmplansförflyttning, vakuumhållning av filmen innan sagan var slut.
Modellen 2000, moduläruppbyggd 35 mm kamera à la Hasselblad, blev aldrig byggd av Carl Zeiss men väl av Rollei.
Contax 645 är en mellanformatskamera av professionell klass, med en fullständig utrustning samt en objektivuppsättning av mycket hög klass. 
Numera gör Carl Zeiss i Tyskland bara ett objektiv, ett jätte-Tessar som multikopierar kretsarna på bakskivan, när man tillverkar LSI-kretsar. Övriga fotobjektiv med namnet Carl Zeiss  görs i Japan av olika tillverkare under ledning av det helägda dotterbolaget Carl Zeiss Inc., Ltd. i Tokyo. Bland annat med Leitz M fattning till Leica och Zeiss Ikonkamerorna men även med andra fattningar.
I år 2013 beslöt sig Carl Zeiss att framdeles endast kalla sig Zeiss.[källa behövs]

## Fotnoter
1. ↑  Tidningen FOTO redovisade att när Hasselbladsfabrikens optikavdelning testade Planar 2/45 var det det ditintills skarpaste normalobjektivet man testat.